# 棒臀龍屬
棒臀龍屬（學名：Rhabdopelix）意為「棒狀骨盆」，是種已滅絕雙孔類爬行動物，可能屬於孔耐蜥科，生存於三疊紀晚期，化石發現於美國賓夕法尼亞州的Lockatong組。
在1870年，愛德華·德林克·科普（Edward Drinker Cope）把這些化石敘述、命名，並認為牠們是種早期翼龍類動物。在1960年代，內德·科爾伯特（Edwin Harris Colbert）重新研究依卡洛蜥時，發現這個化石可能是個嵌合體，而部分骨頭被錯誤鑑定。舉例而言，一塊被科普鑑定為恥骨的棒狀骨頭，可能類似依卡洛蜥身體兩側的長條狀結構，用來支撐皮膜以滑翔飛行。加上化石已經遺失，科爾伯特更提出棒臀龍是個疑名。
在1978年，翼龍類專家彼得·沃爾赫費爾（Peter Wellnhofer）提出棒臀龍是個翼龍類。但在1991年，沃爾赫費爾推翻他的原本意見。